# Duas Caras
Duas Caras je brazilská telenovela, produkovaná a vysílaná stanicí Rede Globo od 1. října 2007 do 31. května 2008, která nahrazuje Paraíso Tropical a následně A Favorita. Vytvořil jej Aguinaldo Silva a režíruje Wolf Maya. Hráli zde Dalton Vigh, Marjorie Estiano, Alinne Moraes, Débora Falabella, Lázaro Ramos, Letícia Spiller, Betty Faria, Flávia Alessandra, Renata Sorrah, Suzana Vieira a Antônio Fagundes.
Jedná se o první telenovelu, která byla vyrobena ve vysokém rozlišení stanicí Rede Globo a vysílaná ve 20:00 hodin.
Telenovela překlenuje pomstu Maria Paula proti Marconi Ferraço, jejímu bývalému manželovi, který ji okradl o veškeré dědictví.

## Příběh
V minulosti se jako Adalberto Rangel setkal a svedl Maria Paulu. S vypočteným srdečním srdcem se oženil s ní, ukradl jí jmění, pak ji opustil a nevěděl, že v té době byla těhotná. O deset let později, Maria Paula, doprovázená synem Renato, plánuje obnovit její důstojnost a najít spravedlnost pomstou se proti pobouřením, které jí byly učiněny.

## Obsazení
- Marjorie Estiano jako Maria Paula Fonseca do Nascimento
- Dalton Vigh jako Adalberto Rangel / Marconi Ferraço
- Alinne Moraes jako Maria Sílvia Barreto Pessoa de Moraes
- Débora Falabella jako Júlia de Queiroz Barreto
- Lázaro Ramos jako Evilásio Caó
- Stênio Garcia jako Paulo de Queiroz Barreto (Barretão)
- Marília Pêra jako Gioconda de Queiroz Barreto
- Antônio Fagundes jako Juvenal Ferreira dos Santos (Juvenal Antena)
- Flávia Alessandra jako Alzira Correia (Alzirão)
- Susana Vieira jako Branca Barreto Pessoa de Moraes
- Renata Sorrah jako Célia Mara de Andrade Couto Melgaço
- Dudu Azevedo jako Paulo de Queiroz Barreto Filho (Barretinho)
- Cris Vianna jako Sabrina Dias
- Bárbara Borges jako Clarissa de Andrade Couto Melgaço
- Guilherme Gorski jako Eduardo Monteiro (Duda)
- Marcela Barrozo jako Ramona Monteiro Duarte
- Diogo Almeida jako Rudolf Stenzel
- Caco Ciocler jako Cláudius Maciel
- Sheron Menezes jako Solange Couto Ferreira
- José Wilker jako Francisco Macieira
- Marília Gabriela jako Margarida Maria dos Anjos (Guigui)
- Wolf Maya jako Geraldo Peixeiro
- Ângelo Antônio jako Dorgival Correia
- Júlio Rocha jako João Batista da Conceição (JB)
- Thiago Mendonça jako Bernardo da Conceição Júnior (Bernardinho)
- Alexandre Slavieiro jako Heraldo Carreira (Heraldinho)
- Leona Cavalli jako Dália Mendes
- Lugui Palhares jako Carlos Palhares (Carlão)
- Juliana Alves jako Gislaine Caó
- Marcos Winter jako Deputado Narciso Tellerman
- Juliana Knust jako Débora Pinho
- Otávio Augusto jako Antônio José do Melaço
- Letícia Spiller jako Maria Eva Monteiro Duarte
- Oscar Magrini jako Gabriel Monteiro Duarte
- Betty Faria jako Bárbara Carreira
- Paulo Goulart jako Heriberto Gonçalves
- Nuno Leal Maia jako Bernardo da Conceição
- Mara Manzan jako Amara Leitão da Conceição
- Fafy Siqueira jako Amora Leitão
- Rodrigo Hilbert jako Ronildo do Anjos
- Júlia Almeida jako Fernanda Carreira
- Armando Babaioff jako Benoliel da Conceição
- Adriana Alves jako Condessa Morena de Finzi Contini
- Ivan de Almeida jako Misael Caó dos Santos
- Chica Xavier jako Setembrina Caó dos Santos (Mãe Bina)
- Ricardo Blat jako Pastor Inácio Lisboa
- Susana Ribeiro jako Edivânia Lisboa
- Eri Johnson jako José Caó dos Santos (Zé da Feira)
- Débora Nascimento jako Andréia Bijou
- Sérgio Vieira jako Petrus Monteiro Duarte
- Jackson Costa jako Waterloo de Sousa
- Guida Viana jako Lenir
- Thaís de Campos jako Claudine Bel-Lac
- Gottsha jako Eunice Nunes (Diva)
- Flávio Bauraqui jako Ezequiel Caó dos Santos
- Viviane Victorette jako Nadir
- Cristina Galvão jako Lucimar
- Roberto Lopes jako Gilmar
- Sylvia Massari jako Graça Lagoa
- Débora Olivieri jako Adelaide
- Adriano Garib jako Silvano
- Alexandre Liuzzi jako Dagmar
- Teca Pereira jako Nanã
- Wilson de Santos jako Jojô
- Paulinho Serra jako Ignácio Guevara
- Antônio Firmino jako Apolo
- Maurício Gonçalves jako Lima Barreto
- Guilherme Duarte jako Zidane
- Dani Ornellas jako Joseane
- Marilice Consenza jako Socorro
- Luciana Pacheco jako Denise
- Laura Proença jako Salete Costa (Vesga)
- Raquel Villar jako Victória
- Gláucio Gomes jako Mariozinho Pedreira
- Gilberto Miranda jako Divaldo
- Isabela Lobato jako Heloísa
- Bia Mussi jako Janete
- Raphael Martinez jako Elvis
- Gabriel Sequeira jako Renato Fonseca do Nascimento Ferraço
- Luana Dandara jako Manuela de Andrade Correia (Manu)
- Lucas Barros jako Dorgival Correia Júnior (Dorginho)
- Rafaela Victor jako Míriam Lisboa
- Raphael Rodrigues jako Brucely